# Konstantin Stoilov
Konstantin Stoilov Konstantinov (Константин Стоилов Константинов ), född 5 oktober 1853 i Plovdiv. Bulgarien, Osmanska riket, död 5 april 1901 i Sofia, Furstendömet Bulgarien, var en bulgarisk politiker.

## Biografi
Stoilov blev juris doktor i Heidelberg, var ledamot av notabelförsamlingen i Tărnovo 1879 och av den deputation, som erbjöd Alexander av Battenberg kronan. Chef samma år för furstens politiska kabinett, vann han stort inflytande och bidrog såsom tillhörande det kvantitativt obetydliga konservativa partiet att skärpa motsatsen mellan honom och den liberala sobranjen. Under statsstreckstiden 1881–83 var han ett par gånger för kortare tid ledamot av ministären, och i den efter konstitutionens återinförande i september 1883 bildade koalitionsregeringen var han justitieminister till januari 1884.
Efter Alexanders abdikation var han justitieminister i Vasil Radoslavovs ministär (september  1886 till juli 1887) under den kritiska regentskapstiden, varunder han också tillhörde den tremannadeputation, som i slutet av 1886 och början av 1887 vid de olika stormaktshoven sökte vinna stöd åt Bulgarien i dess konflikt med Ryssland. Efter Radoslavovs avgång blev Stoilov därjämte premiärminister, var september 1887 till december 1888 justitieminister i Stefan Stambolovs kabinett, tillhörde sedan oppositionen mot denne och var efter hans fall maj 1894 till januari 1899 konseljpresident. Ansvaret för förföljelsen mot Stambolov faller i hög grad på Stoilov. Försoningen med Ryssland (februari 1896), som medförde furst Ferdinands erkännande från makternas sida och regleringen av Bulgariens folkrättsliga ställning, skedde under Stoilovs ministär.